# Phoroncidia pilula (Karsch)
Phoroncidia pilula là một loài nhện trong họ Theridiidae.
Loài này thuộc chi Phoroncidia. Phoroncidia pilula được Karsch miêu tả năm 1879.

## Voorkomen
Loài này phân bố ở China, Korea en Japan.